# Ray Dennis Steckler
Ray Dennis Steckler (* 25. Januar 1938 in Reading, Pennsylvania; † 7. Januar 2009 in Las Vegas, Nevada) war ein US-amerikanischer Filmregisseur.

## Leben
Ray Dennis Steckler schuf zwischen den 1960er- und 1980er-Jahren eine ganze Reihe von Low-Budget-Filmen, die inzwischen den Status von Kultfilmen genießen. Seine Werke entstanden unter verschiedenen Pseudonymen, wie Cash Flagg, Sven Christian, Sven Hellstrom, Harry Nixon, Michael J. Rogers, Michel J. Rogers, Wolfgang Schmidt, Cindy Lou Steckler, R. D. Steckler, Ray Steckler und Cindy Lou Sutters.
Steckler diente in den 1950er-Jahren kurz in der United States Army und begann im Anschluss in Los Angeles als Filmemacher zu arbeiten. Im Jahr 1962 veröffentlichte er mit Wild Guitar seinen ersten Spielfilm und war in Eegah in einer Nebenrolle zu sehen. Im Jahr darauf entstand mit ihm und seiner damaligen Ehefrau Carolyn Brandt in den Hauptrollen der Film Cabaret der Zombies.
Neben seinem Schaffen als Filmregisseur drehte Steckler auch einige Musikvideos, so das Video für White Rabbit von Jefferson Airplane, und arbeitete unter anderem mit Musikern wie Todd Rundgren und Janis Joplin zusammen.
Während der 1970er- und 1980er-Jahre versuchte Steckler sich in der Produktion von Pornofilmen. Mitte der 90er-Jahre zog er sich aus der Filmbranche zurück und verkaufte seine Produktionsfirma Mascot Video in Las Vegas an den Geschäftsmann Dan Wayman.
Steckler war von 1963 bis 1973 mit Carolyn Brandt verheiratet, von etwa 1986 bis zu seinem Tode mit Katherine Louise Coon.